# Сліпород
Сліпоро́д — село в Україні, у Глухівській міській громаді Шосткинського району Сумської області. Населення станом на 2001 рік становило 290 осіб. До 2020 орган місцевого самоврядування — Глухівська міська рада.

## Географія

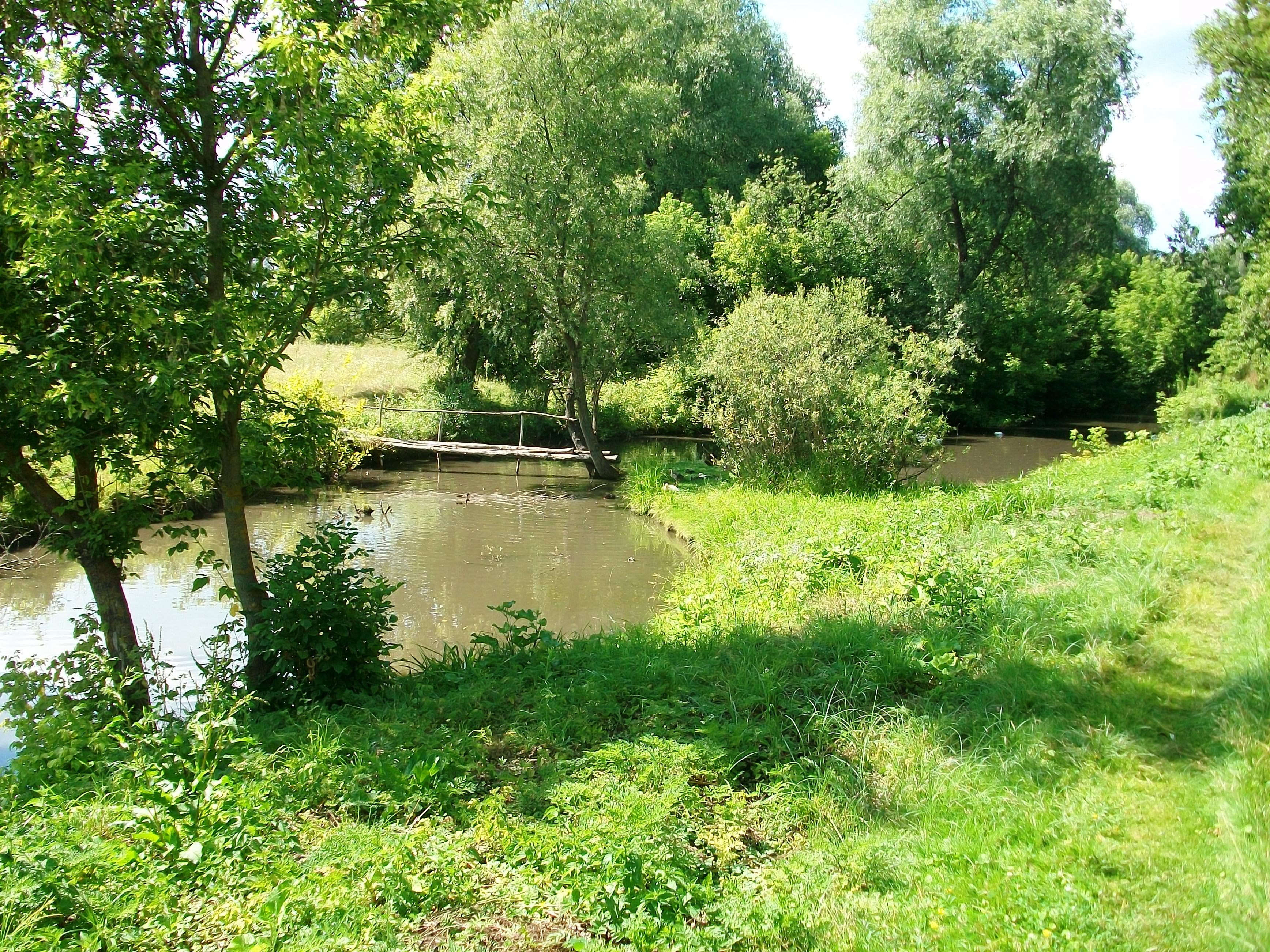
Річка Вербовитець поблизу села

Розташоване на річці Вербовитець за 2 км від центру громади міста Глухова та за 1,5 км від села Полошки.

## Історія
Дем'ян Пилипович Уманець (? — 1687), протопіп соборної Троїцької церкви у Глухові (є відомості за 1680 р.), володів селом Студенком та слободою Сліпород.
Колезький асесор Уманець мав також хату в Сліпороді.
У 1859 році у власницькому селі налічувався 21 двір, мешкало 183 особи (84 чоловічої статі та 99 — жіночої), була православна церква.
Станом на 1885 рік у власницькому селі Глухівської волості Глухівського повіту Чернігівської губернії мешкала 201 особа, налічувалось 25 дворових господарств, існувала православна церква та водяний млин.
12 червня 2020 року, відповідно до розпорядження Кабінету Міністрів України № 723-р «Про визначення адміністративних центрів та затвердження територій територіальних громад Сумської області», село увійшло до складу Глухівської міської громади.
19 липня 2020 року, в результаті адміністративно-територіальної реформи та ліквідації Глухівського району, село увійшло до складу новоутвореного Шосткинського району.

## Відомі особистості
В поселенні народився:
- Базиль Микола Петрович (* 1949) — український художник.

## Пам'ятки

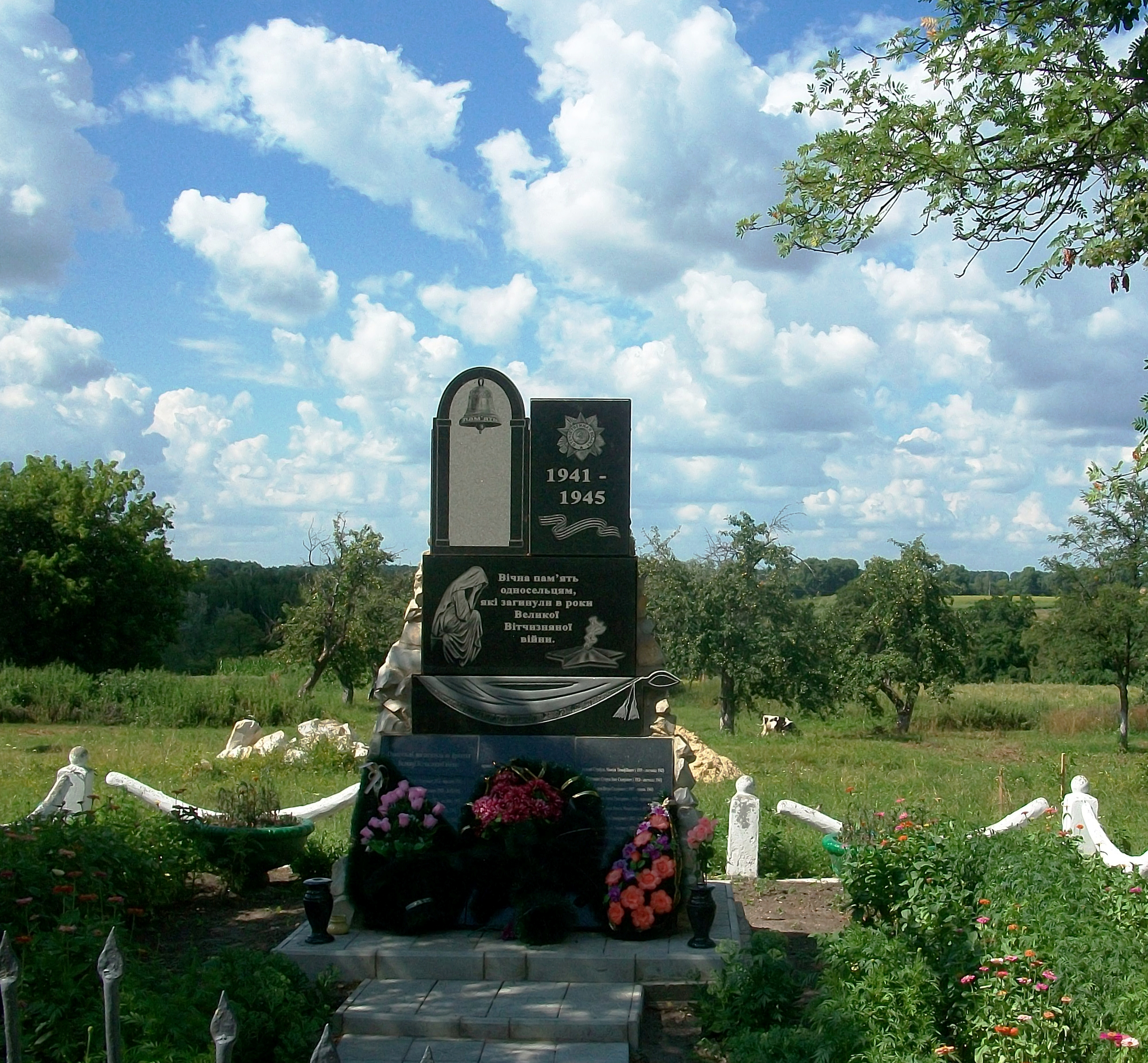
Пам'ятник односельцям

9 травня 2012 року на День Перемоги з ініціативи Глухівської громадської організації ветеранів війни та Збройних сил України у селі був встановлений новий пам'ятник односельцям, які загинули у німецько-радянській війні. Цей пам'ятник створений на місці старого, встановленого у 1965 році, який був у аварійному стані.